# Creu de terme de Sant Sebastià (Moià)
La Creu de terme de Sant Sebastià és una obra de Moià (Moianès) inclosa a l'Inventari del Patrimoni Arquitectònic de Catalunya.

## Descripció
D'aquesta creu de St. Sebastià només es conserva la magolla i dos fragments dels braços. La magolla és un bloc de pedra de planta octogonal amb els extrems motllurats. Les cares presenten decoració esculpida amb imatges entre les quals s'ha identificat a St. Sebastià flanquejats pels arquers que el martiritzen. També hi ha un emblema heràldic, no identificat, que pot tenir relació amb els benefactors. Els dos fragments que s'han conservat dels braços, ens indiquen que són de secció poligonal amb els extrems rematats per florons vegetals.

## Història
Aquesta creu estava situada davant l'església de St. Sebastià, actual plaça de St. Sebastià. Aquesta església va ser enderrocada amb els esdeveniments de 1936. A finals del segle xviii l'església es va refer i en aquell moment la creu es va col·locar coronant la façana. Com a conseqüència de l'enderrocament de l'edifici, la creu va ser traslladada al Museu municipal.